# NGC 1859
NGC 1859 is een open sterrenhoop in het sterrenbeeld Goudvis. Het hemelobject werd op 3 december 1834 ontdekt door de Britse astronoom John Herschel.

## Synoniemen
- ESO 85-SC50